# Nico Reith
Nico Reith (* 6. März 1991 in Horgenzell) ist ein deutscher parteiloser Politiker. Er ist seit 2024 Oberbürgermeister von Herrenberg.

## Leben
Reith legte 2010 das Abitur am Gymnasium in Wilhelmsdorf ab. Anschließend absolvierte er ein Freiwilliges soziales Jahr an einer Schule für Kinder mit Körperbehinderung der Stiftung Pfennigparade in München. Von 2012 bis 2015 studierte er Public Management an der Hochschule für öffentliche Verwaltung und Finanzen Ludwigsburg; er schloss das Studium mit dem Bachelor of Arts ab. Von 2015 bis 2017 war er Sachgebietsleiter bei der Gemeinde Ammerbuch. Von 2017 bis 2020 absolvierte er den berufsbegleitenden Masterstudiengang Public Management an der Hochschule für öffentliche Verwaltung und Finanzen Ludwigsburg. Von 2017 bis 2024 war er bei der Stadtverwaltung Herrenberg als persönlicher Referent des Oberbürgermeisters und als Leiter der Stabsstelle Steuerung und Kommunikation tätig. Von 2019 bis 2024 war er zudem hauptamtlicher Ortsvorsteher des Herrenberger Stadtteils Mönchberg. Zudem war er als Lehrbeauftragter an der Verwaltungshochschule in Ludwigsburg tätig.
Reith ist verheiratet und lebt in Tübingen.

## Politik
Am 3. Dezember 2023 wurde Reith mit 72,5 Prozent der Stimmen zum Oberbürgermeister von Herrenberg gewählt. Er folgte Thomas Sprißler nach und trat das Amt am 20. Februar 2024 an.